# Karavađisti
Karavađisti je naziv za sljedbenike slikarstva Caravaggia u 17. stoljeću. Zbog karakteristične uporabe kjaroskura, nazivaju ih i tenebristima.
Još za Caravaggiovog života koncepcija svjetla i tame i specifičan slikarev realizam naišao je na sljedbenike i štovaoce u cijeloj Europi. U Italiji, Nizozemskoj i Francuskoj, slikari su se oduševljavali Caravagiovom umjetnošću, novim likovnim jedinstvom slike, dramatikom radnje i bliskošću prirodi prikazanih likova. 
Prvi karavađisti su bili Giovani Baglione (premda je ta faza kod njega trajala jako kratko) i Orazio Gentileschi. Slijedili su Carlo Sarazeni, Bartolomeo Manfredi i Orazio Borgianni. Iako je bio mnogo stariji od drugih, Gentileschi je jedini živio poslije 1620. godine, i završio je kao dvorski slikar engleskog kralja Karla I. Njegova kćerka, Artemisia Gentileschi je također bila sljedbenik Caravaggia, ali i jedna od najkvalitetnijih karavađista. 
Kako je Caravaggio proveo jedno vrijeme u Napulju, došlo je do pojave i napuljskih karavađista, kao što su Battistello Caracciolo i Carlo Sellitto. Karavađizam u Napulju je netragom nestao nakon kuge 1656. godine, ali kako je Napulj bio krunom vezan za Španjolsku, nastavio se razvijati tamo, kao u djelima Jusepe de Ribera.
Grupa katoličkih slikara iz Utrechta, koji su kao studenti putovali je u Rim početkom 17. stoljeća, upoznala se s djelima Caravaggia i prenijeli njegov utjecaj u Nizozemsku. Karavađisti iz Utrechta su imali kratko, ali plodonosno djelovanje 1620-ih, koje je uključivalo umjetnike kao što su: Hendrick ter Brugghen, Gerrit van Honthorst, Andries Both i Dirck van Baburen, te u sljedećoj generaciji: Adam Elsheimer, Hendrick Terbrugghen i kasniji vođa pokreta Abraham Bloemaert.
U Francuskoj utjecaj je došao preko Le Valentina (Valentin de Boulogne, 1591. – 1632.) i prihvatili su ga tulužanin Nicolas Tournier, te Nicolas Régnier i Guy François, a utjecaj se osjeća i u djelima de La Toura koji opet postiže originalniji i snažniji kontrast svjetla i sjene.
Razvojno povijesno značenje karavađista leži u posredovanju postmanirističkih i ranobaroknih načela novoj generaciji. Taj način oblikovanja slike može se smatrati ishodištem i mjerilom slikarskog razvoja i Rubensa (koji je jednu Caravaggiovu sliku kupio od obitelji Gonzaga od Mantove), Jan Vermeera, Rembrandta i Velázqueza (koji se upoznao s Caravaggiovim slikarstvom prilikom svojih brojnih putovanja po Italiji).

## Poveznice
- Barokno slikarstvo